# Neolophonotus macropterus
Neolophonotus macropterus là một loài ruồi trong họ Asilidae. Neolophonotus macropterus được Loew miêu tả năm 1854.